# Tatort: Tod und Spiele
Tod und Spiele ist ein Fernsehfilm von Maris Pfeiffer aus der Fernseh-Kriminalreihe Tatort, der am 7. Oktober 2018 erstmals im Programm der ARD Das Erste ausgestrahlt wurde. Es handelt sich um die 1067. Folge der Tatort-Reihe. Für die von Jörg Hartmann, Anna Schudt und Aylin Tezel gespielten Ermittler Faber, Bönisch und Dalay ist es ihr 12. Fall, für den neu zum Team hinzugekommenen Hauptkommissar Jan Pawlak (Rick Okon) der erste.

## Handlung
Ein Obdachloser findet in einer Grube in einer verlassenen Dortmunder Fabrikhalle zufällig verkohlte menschliche Knochen und die Polizei später an derselben Stelle einen Schlüssel zu einem Hotelzimmer. In diesem wird ein ausgehungerter und eingeschüchterter Junge osteuropäischer oder asiatischer Herkunft gefunden, der weder identifiziert noch vernommen werden kann, aber auf den Namen Kambarow reagiert. Kriminalhauptkommissarin Bönisch, die früher selbst häufig das Hotel genutzt hat, mietet sich dort undercover ein und stellt den Kontakt zum russischen Oligarchen Kambarow her, der dort ebenfalls ein Zimmer hat.
Die Obduktion der Knochen ergibt, dass sie auf einen männlichen Kampfsportler Anfang 30 hindeuten, der zahlreiche schlecht behandelte Knochenbrüche hatte und an einem Schädelbruch gestorben ist. Ein dritter Armknochen lässt vermuten, dass in der Grube mehr als eine Leiche verbrannt worden war. Kriminalhauptkommissar Pawlak lässt sich in ein örtliches Kampfsportstudio aufnehmen, das in den Fokus der Ermittlungen geraten ist.
Kambarow, der nach eigener Darstellung den Fußballverein Borussia Dortmund kaufen will, lädt Bönisch zu einem geheimen, illegalen Mixed-Martial-Arts-Kampf ein, bei dem die Besucher sehr hohe Eintrittsgelder dafür zahlen, dass sie zu sehen bekommen, wie am Ende eines Kampfes nur einer der Männer überleben wird. Kommt keiner der Beteiligten zu Tode, wird das Preisgeld gestrichen. Während des Final-Kampfes eines Turniers rückt ein Sondereinsatzkommando der Polizei an und verhindert, dass einer der Kämpfer den anderen tötet. Hinter den Kämpfen stecken der Besitzer des Kampfsportstudios und die Rezeptionistin des Hotels. Beide werden wegen Anstiftung zum Mord verhaftet.
Bei dem Jungen handelt es sich um den Sohn eines der verbrannten Kämpfer. Sein Vater hatte ihm aufgetragen, sich im Falle seines Verschwindens an Kambarow zu halten, der ihm dann weiterhelfen werde. Kambarow ist dazu auch gewillt und nimmt den Jungen in seine Obhut.

## Produktion, Veröffentlichung
Der Tatort Tod und Spiele wurde vom 10. Oktober 2017 bis zum 9. November 2017 in Dortmund und Bonn gedreht. Die Premiere des Films fand am 24. August 2018 im Open-Air-Kino vor der Seebühne im Westfalenpark in Dortmund statt.

## Rezeption

### Einschaltquote
Die Erstausstrahlung von Tod und Spiele am 7. Oktober 2018 wurde in Deutschland von 8,66 Millionen Zuschauern gesehen und erreichte einen Marktanteil von 25,7 % für Das Erste.

### Kritik
„In seinen guten Momenten ist dieser ‚Tatort‘ wie ein Wodka-Schwips: schnelle Schlagabtäusche, warme Farben, im Abgang von sanfter Melancholie. […] Nicht dass wir etwas gegen eine etwas hellere Färbung von Deutschlands wohl düsterstem ‚Tatort‘-Revier hätten. Wir wünschen uns doch auch von ganzem Herzen, dass Faber wieder ins Leben und Bönisch die Liebe findet.“